# Königsplatz
La Königsplatz è una piazza di Monaco di Baviera, nelle vicinanze del Kunstareal, il quartiere dei musei, servita dalla Metropolitana di Monaco di Baviera attraverso la fermata omonima.

## Storia
Nel 1807 venne bandito un concorso per volere di Massimiliano I di Baviera, per l'abbellimento del quartiere che si articolava lungo il viale che collegava la Residenz con il Castello di Nymphenburg. Risultò vincente il progetto proposto dagli architetti Friedrich Ludwig von Sckell e Karl von Fischer. Tale progetto però venne modificato da Leo von Klenze. Da questo progetto nacque la piazza e successivamente tutti gli edifici che la circondano. La piazza venne iniziata nel 1815. Su di essa si affacciano la Glyptothek, lo Ausstellungsgebäude ed i Propilei. Nelle vicinanze si trovano la Städtische Galerie im Lenbachhaus (ex residenza del pittore Franz von Lenbach) e l'Abbazia di San Bonifacio.

### Il progetto di Karl von Fischer
Königsplatz venne progettata da Karl von Fischer secondo il modello dell'Acropoli di Atene. L'austerità classica doveva essere inserita nel verde urbano e corrispondeva alle idee di Ludovico I, che voleva vedere la vita culturale, gli ideali borghesi, il cristianesimo cattolico, l'amministrazione reale e l'esercito riuniti insieme nel verde. A questo riguardo, Königsplatz appartiene a un gruppo edilizio che inizia con l'abbazia di San Bonifacio e attraversa la Königsplatz fino alla Alte Pinakothek.
Per creare un luogo con dei templi in stile neoclassico, Karl von Fischer estese la Brienner Straße. Il concetto di Fischer prevedeva due templi lunghi 200 metri ai lati della piazza, direttamente ai margini dello sviluppo residenziale. La rigida simmetria doveva comprendere prati e alberi. Questo concetto venne solo parzialmente realizzato.

### Ulteriore sviluppo di Leo von Klenze

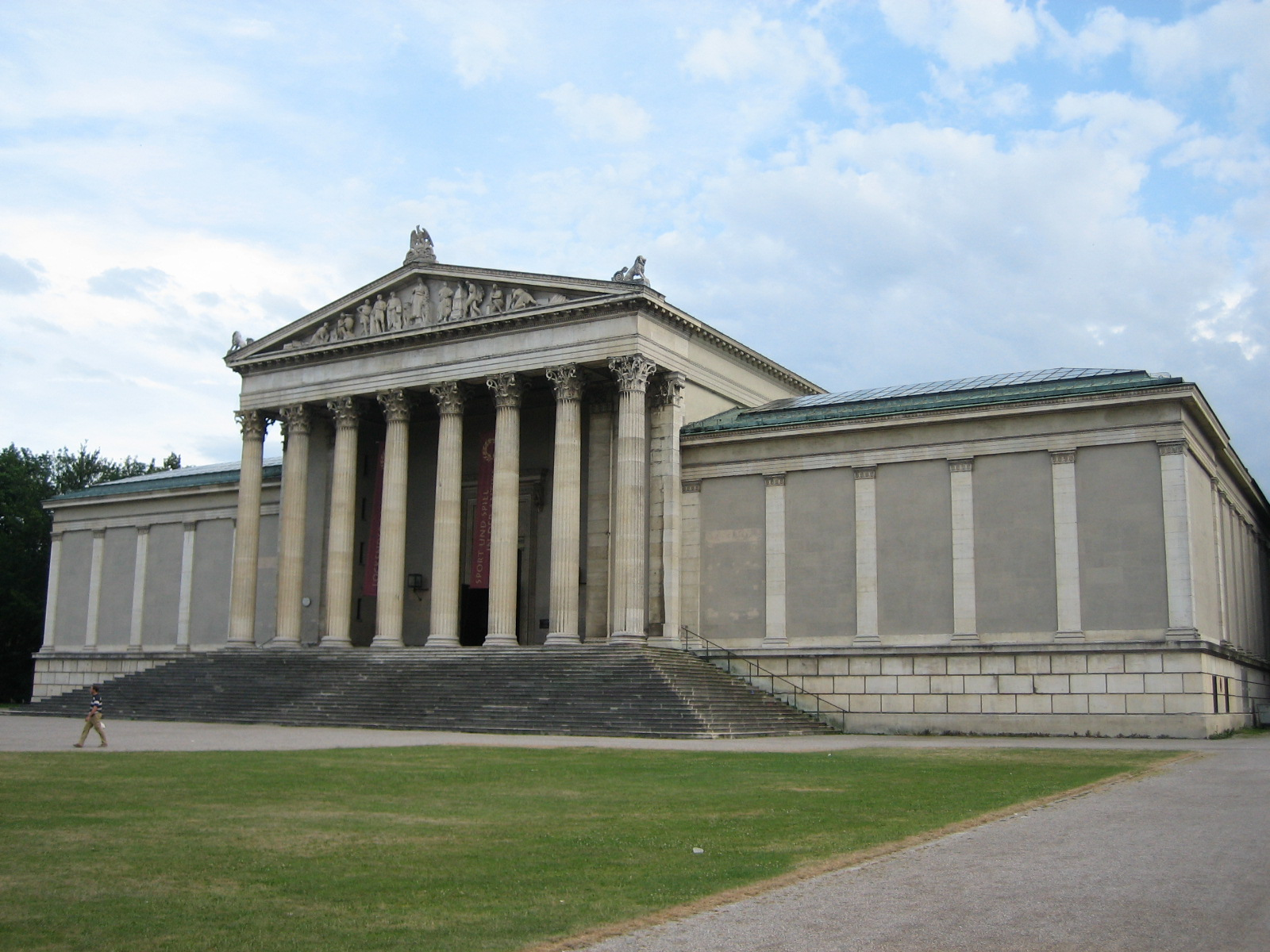
La Ausstellungsgebäude che ospita le Staatliche Antikensammlungen

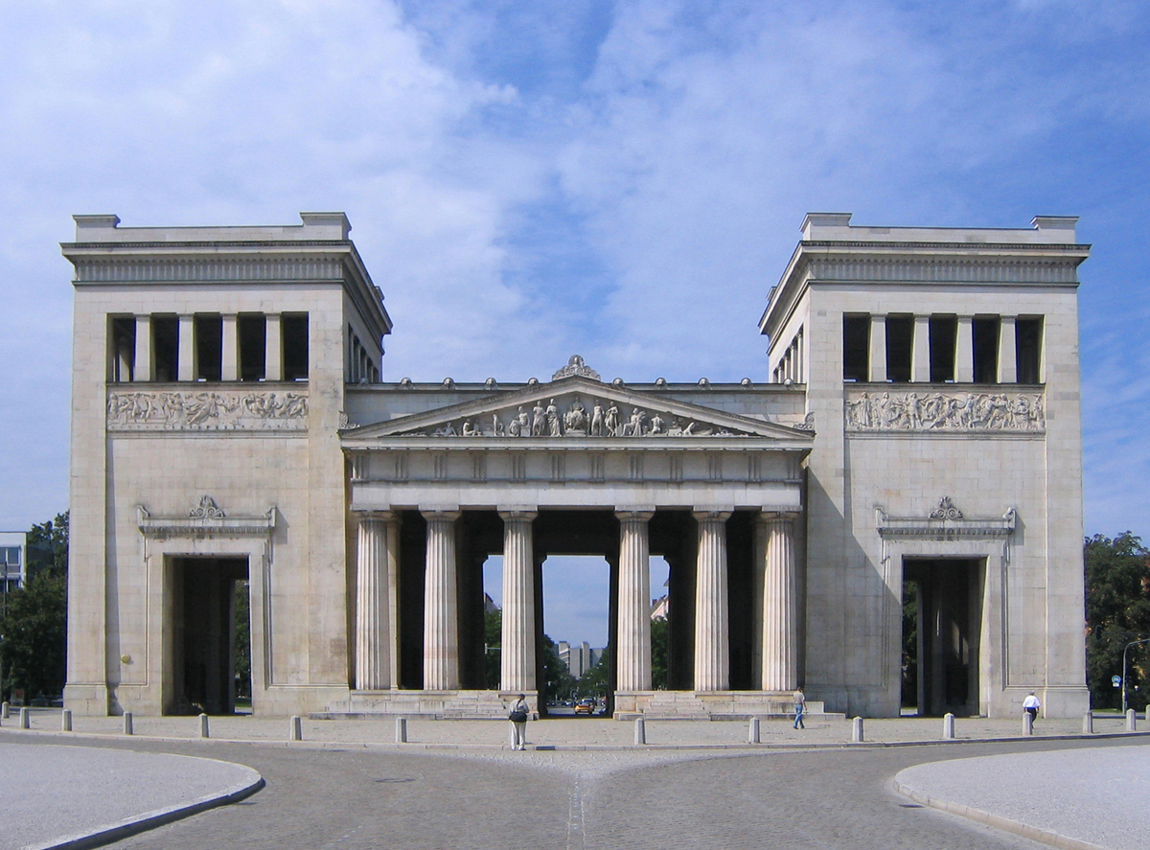
Il Propyläen in stile dorico

Quando Leo von Klenze fu incaricato di eseguire Königsplatz, mantenne il concetto di base di Karl von Fischer. La Glyptothek realizzata in stile ionico partendo dagli schizzi di Fischer, sorse dirimpetto alla Ausstellungsgebäude, sede del museo della collezione statale di antichità, progettato da Georg Friedrich Ziebland. All'incrocio tra Brienner Straße con l'ex Arcisstraße, Karl von Fischer aveva progettato piccoli edifici residenziali, indipendenti dal resto della piazza. I Propilei, secondo la concezione di von Klenze, erano un rimando al propileo, la porta d'ingresso dell'Acropoli di Atene. Il monumento è dedicato alla lotta per la libertà in Grecia. Klenze realizzò il monumento infondendovi anche influenze egiziane. La decorazione del timpano ha come tema la Guerra d'indipendenza greca (1821-1829), e nei pannelli sono incisi i nomi dei combattenti per la libertà greci. Poiché al momento della realizzazione, l'ambiente era ancora aperto, i Propyläen assunsero anche la funzione (simbolica) di una porta della città. Così, Königplatz divenne un'oasi di pace urbana. Essenziale per l'effetto degli edifici e la loro armonia è l'inclinazione del terreno. Cala leggermente dagli edifici attraverso i prati fino al centro della piazza. Questa leggera inclinazione è sufficiente a creare l'impressione di antichi templi costruiti su colline. Il luogo non era inteso per avere una specifica funzione, ma solo come esaltazione dell'estetica classica e dei suoi ideali, come voleva Ludovico I, per emulare il mondo antico.

### Il contesto greco di Königsplatz

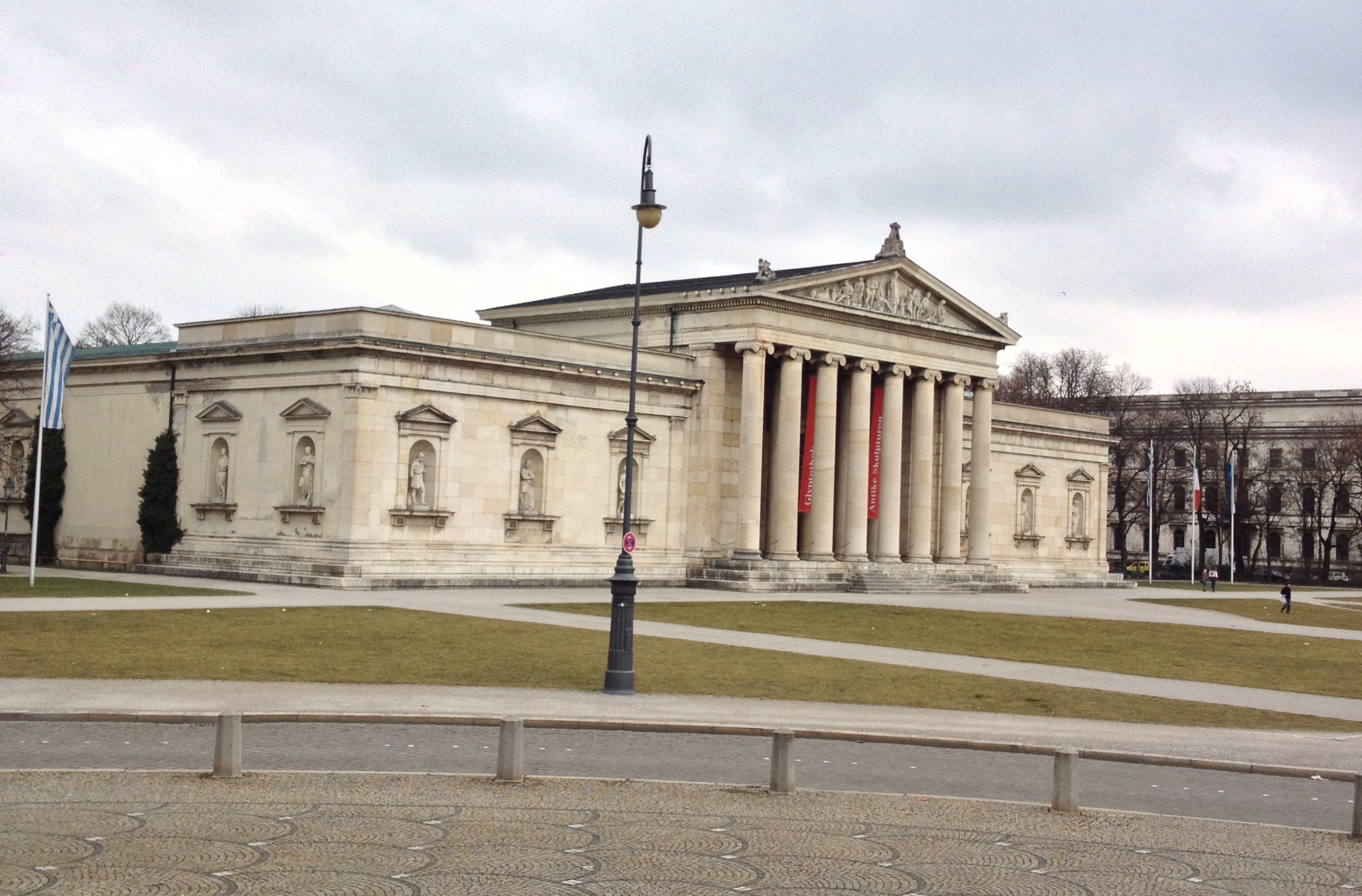
La Glyptothek in stile ionico

Dopo la guerra d'indipendenza greca, alla Conferenza di Londra del 1832, il figlio di Ludovico I, Ottone di Grecia, fu nominato governatore del Regno di Grecia appena creato. Ludovico I di Baviera sperava così di favorire l'istituzione di una dinastia di Wittelsbach in Grecia. Rafforzato da questo sviluppo, l'ellenismo di Ludovico si espresse anche nei nuovi edifici da lui fatti costruire.
La Königsplatz doveva simboleggiare architettonicamente il legame tra il Regno di Baviera e il Regno di Grecia. I Propilei dorici avrebbero dovuto rappresentare questa connessione e allo stesso tempo essere la porta verso il futuro. La Gliptoteca di Monaco doveva essere il culmine della creazione culturale nella forma di un tempio classico.
Quando i Propilei furono ultimati nel 1862, questo simbolismo era però già diventato storia: nel 1848 Ludovico I aveva abdicato in favore del figlio Massimiliano II di Baviera. Ottone aveva dovuto abdicare nel 1862, seguito da Giorgio I della casata tedesco-danese Schleswig-Holstein-Sonderburg-Glücksburg.

### Terzo Reich

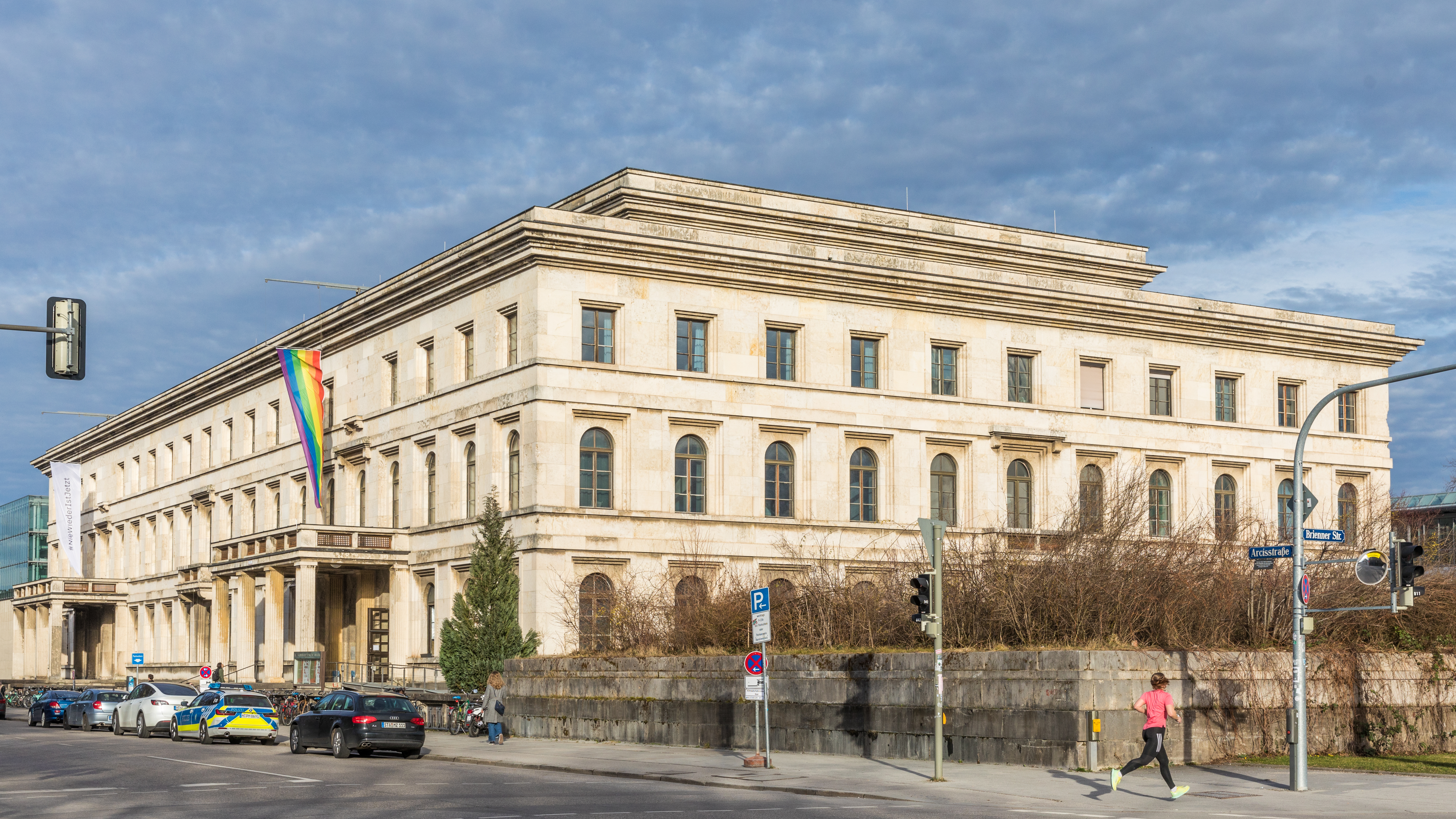
Il Führerbau nel 2007

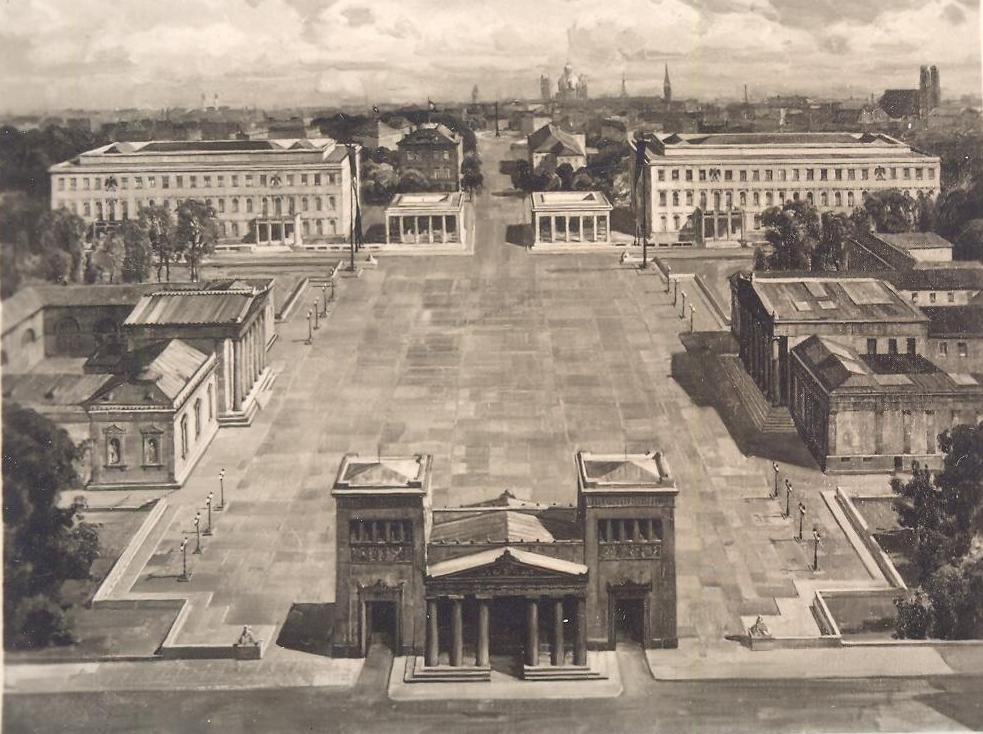
La piazza in un acquerello degli anni trenta, sullo sfondo sono visibili gli Ehrentempel

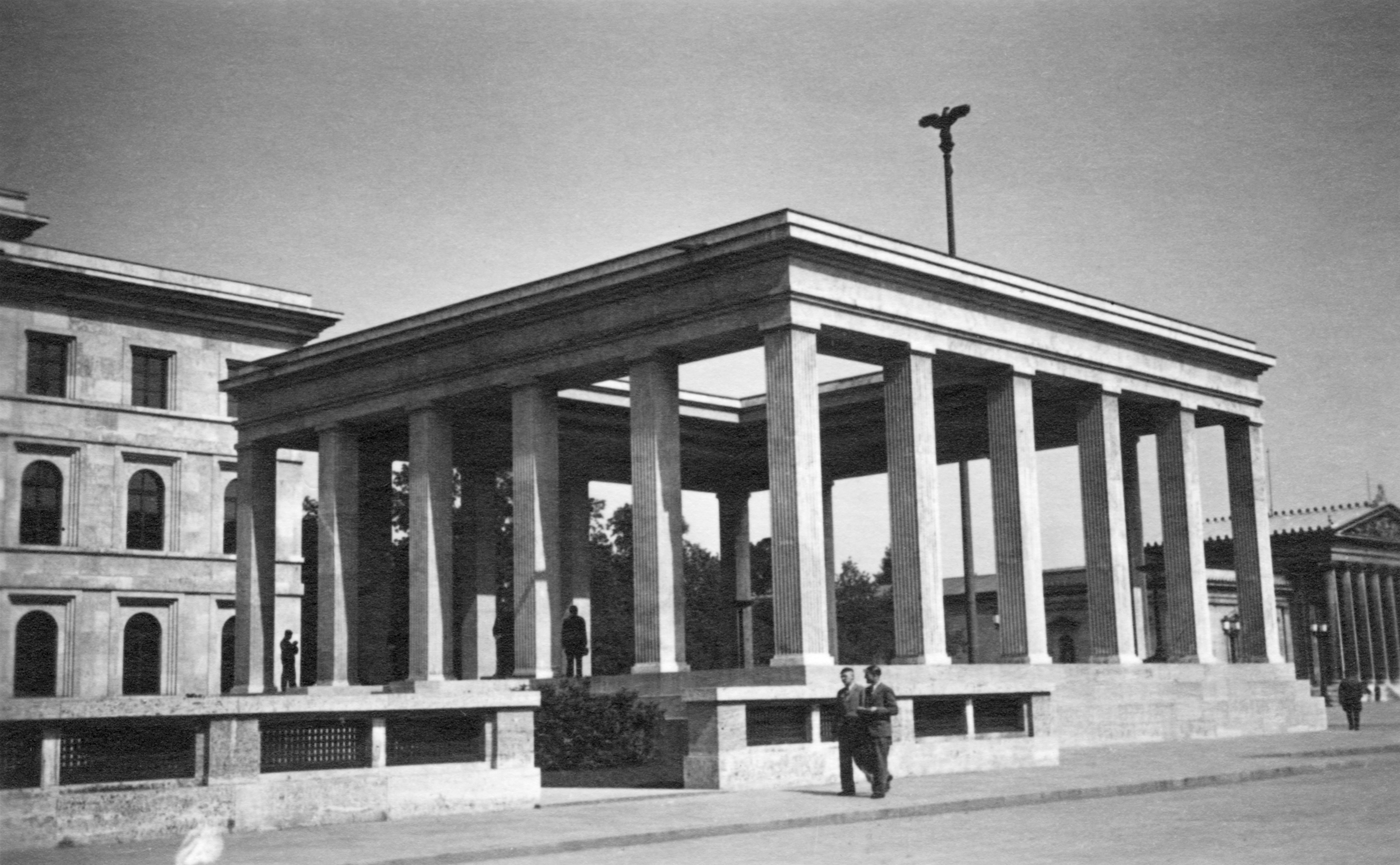
Uno dei due Ehrentempel nel 1936

Dopo la presa del potere da parte del partito nazista nel 1934, iniziò la trasformazione di Monaco nella "capitale del movimento". La piazza venne trasformata rimuovendo tutte le zone verdi. Allo stesso tempo, la stessa venne pavimentata con 20.000 lastre di granito, che provenivano deliberatamente da tutte le parti del Reich. All'estremità orientale, venne costruito il Führerbau a nord di Brienner Straße, e l'edificio amministrativo dello NSDAP fu eretto simmetricamente a sud. Situato al n° 45 di Brienner Straße, il palazzo venne distrutto dai bombardamenti durante la seconda guerra mondiale. Sul sito sorge oggi un museo dedicato alle vittime del Nazismo.
In quanto luogo monumentale, Königplatz venne spesso utilizzata per raduni di massa durante il Terzo Reich. Uno dei celebri roghi dei libri da parte dei nazisti ebbe luogo a Königsplatz il 10 maggio 1933.
A seguito dei fatti del Putsch di Monaco, in questo luogo furono eretti due memoriali (Ehrentempel, "Tempio dell'onore") in stile neogreco sul lato est della piazza; qui vennero traslate le salme dei sedici camerati nazisti rimasti uccisi nel 1923 durante il fallito golpe, nel luogo dove anche Adolf Hitler avrebbe desiderato farsi seppellire. Entrambi i memoriali, opera dell'architetto tedesco Paul Ludwig Troost, furono distrutti dagli Alleati nel 1947, anche se i basamenti degli stessi sono ancora visibili in loco. Altri due edifici del partito nazista costruiti da Paul Troost accanto ai memoriali esistono tuttora; in uno di essi, il Führerbau, nel 1938 furono firmati gli accordi di Monaco. Oggi l'edificio è adibito a scuola musicale e teatrale e si chiama Hochschule für Musik und Theater München.

### Dopoguerra
Nelle incursioni aeree subite da Monaco di Baviera durante la seconda guerra mondiale, in particolare gli edifici classici furono gravemente danneggiati. Gli Ehrentempel di Troost erano ancora in piedi alla fine della guerra e c'era la proposta di convertirne uno in una sala espositiva e l'altro in un bar. Tuttavia, come parte del processo di denazificazione, il governo militare americano ordinò la demolizione del monumento nazionalsocialista: nel 1947, i templi onorari furono fatti saltare in aria dall'esercito degli Stati Uniti. Fu solo nel 1987-1988 che la pavimentazione che copriva Königsplatz venne rimossa e le condizioni originali della piazza all'inizio del XIX secolo furono ripristinate. In confronto, ancora una volta la differenza tra il concetto di design urbano nazionalsocialista e quello di Ludovico I divenne chiaro a tutti. Solo gli edifici residenziali di Karl von Fischer sono ancora mancanti per ripristinare l'aspetto originale del luogo. Periodicamente si parla di una ricostruzione degli edifici di Fischer, ma finora il progetto non è stato preso in considerazione seriamente.
Alla fine degli anni '90, gli edifici classici sono stati completamente restaurati.

## Veduta di Königsplatz

Veduta panoramica della piazza (2011)

## Riferimenti in altri media
- Nel 1977 alcune scene del film Suspiria di Dario Argento furono girate nella piazza.[3]